# SM-liiga 2008/09
Die Saison 2008/09 war die 34. Spielzeit in der SM-liiga. Sie begann am 11. September 2008 und endete am 5. März 2009. Zum ersten Mal in seiner Vereinsgeschichte wurde JYP Jyväskylä Finnischer Eishockey-Meister.

## Reguläre Saison

### Modus
Gegenüber der Vorsaison stieg die Anzahl der Spiele von 56 auf 58. Jedes Spiel bestand aus dreimal 20 Minuten. Sollte es nach der regulären Zeit unentschieden gestanden haben, wurden fünf Minuten Verlängerung gespielt. Das erste Tor in der Verlängerung entschied das Spiel für die Mannschaft, die das Tor geschossen hatte. Im Fall, dass nach der Verlängerung immer noch kein Sieger gefunden war, wurde das Spiel durch Penalty-Schießen entschieden.
Ein Sieg in der regulären Spielzeit brachte einer Mannschaft drei Punkte. Ein Sieg und eine Niederlage nach Verlängerung wurde mit zwei bzw. einem Punkt vergütet. Für eine Niederlage in regulärer Spielzeit gab es keine Punkte.

### Abschlusstabelle
Abkürzungen: Sp = Spiele, S = Siege, SnV = Siege nach Verlängerung, NnV = Niederlagen nach Verlängerung, N = Niederlagen, ET= Erzielte Tore, GT = Gegentore, TD = Tordifferenz P = Punkte

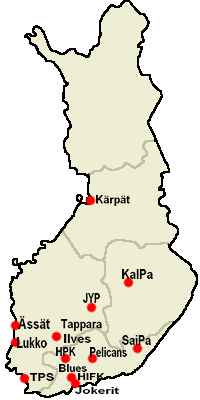
Lage der Clubs, der SM-liiga-Saison 2008/09

| Rang | Mannschaft | Sp | S  | SnV | NnV | N  | ET  | GT  | TD  | P   |
| ---- | ---------- | -- | -- | --- | --- | -- | --- | --- | --- | --- |
| 1.   | JYP        | 58 | 31 | 4   | 5   | 18 | 168 | 112 | +56 | 106 |
| 2.   | Blues      | 58 | 28 | 4   | 8   | 18 | 159 | 135 | +24 | 100 |
| 3.   | HPK        | 58 | 27 | 6   | 6   | 19 | 166 | 151 | +15 | 99  |
| 4.   | Jokerit    | 58 | 28 | 4   | 6   | 20 | 134 | 132 | +2  | 98  |
| 5.   | Kärpät     | 58 | 28 | 5   | 3   | 22 | 185 | 149 | +35 | 97  |
| 6.   | KalPa      | 58 | 28 | 3   | 7   | 20 | 153 | 138 | +15 | 97  |
| 7.   | HIFK       | 58 | 25 | 5   | 5   | 23 | 169 | 167 | +2  | 90  |
| 8.   | Ilves      | 58 | 22 | 7   | 2   | 27 | 150 | 166 | −16 | 82  |
| 9.   | Pelicans   | 58 | 22 | 5   | 4   | 27 | 149 | 145 | +4  | 80  |
| 10.  | TPS        | 58 | 21 | 7   | 3   | 27 | 133 | 159 | −26 | 80  |
| 11.  | Lukko      | 58 | 21 | 6   | 3   | 28 | 144 | 150 | −6  | 78  |
| 12.  | Ässät      | 58 | 21 | 4   | 4   | 29 | 131 | 188 | −57 | 75  |
| 13.  | Tappara    | 58 | 21 | 2   | 7   | 28 | 141 | 152 | −11 | 74  |
| 14.  | SaiPa      | 58 | 17 | 4   | 3   | 34 | 136 | 174 | −38 | 62  |

### Beste Scorer
Quelle: liiga.fi;Abkürzungen: Sp = Spiele, T = Tore, V = Assists, Pkt = Punkte, +/− = Plus/Minus, SM = Strafminuten; Fett: Bestwert
| Spieler         | Mannschaft | Sp | T  | V  | Pkt | +/− | SM |
| --------------- | ---------- | -- | -- | -- | --- | --- | -- |
| Kim Hirschovits | HIFK       | 58 | 18 | 48 | 66  | 4   | 54 |
| Jarkko Immonen  | JYP        | 58 | 23 | 41 | 64  | 21  | 40 |
| Toni Koivisto   | Kärpät     | 58 | 23 | 39 | 62  | 7   | 12 |
| Jussi Makkonen  | HPK        | 57 | 27 | 32 | 59  | 17  | 24 |
| Jonas Andersson | Kärpät     | 55 | 24 | 33 | 57  | 16  | 54 |
| Tuomas Pihlman  | JYP        | 58 | 24 | 32 | 56  | 16  | 54 |
| Ryan Keller     | Blues      | 54 | 21 | 34 | 55  | −1  | 38 |
| Steve Kariya    | HPK        | 58 | 21 | 33 | 54  | 11  | 26 |
| Antti Virtanen  | JYP        | 56 | 22 | 31 | 53  | 15  | 26 |
| Daniel Corso    | Kärpät     | 41 | 22 | 30 | 52  | 25  | 45 |

## Playoffs
Quelle: sm-liiga.fi

### Modus
Die Plätze 1–6 waren automatisch für die Playoffs qualifiziert. Die Plätze 7–10 mussten sich in einer zusätzlichen Best-of-3-Runde durchsetzen, wobei Platz 7 gegen Platz 10 und Platz 8 gegen Platz 9 antrat.
Für das Halbfinale bzw. Finale qualifizierten sich die Mannschaften, die im Viertelfinale bzw. Halbfinale gegen ihren Gegner von sieben Spielen die meisten gewonnen hatten. Im Finale wurden ebenfalls sieben Spiele gespielt. Wer die meisten Spiele gewann, war Sieger der Saison. Die Verlierer des Halbfinals spielten im kleinen Finale in lediglich einem Spiel um den dritten Platz.
Die jeweiligen Gegner wurden so zusammengestellt, dass die bestplatzierte Mannschaft gegen die schlechteste spielt, die zweitbeste, gegen die zweitschlechteste, und so weiter. Ein Spiel dauerte, so wie in der Hauptsaison, 3 mal 20 Minuten. Nach der regulären Zeit wurden Verlängerungen von jeweils 20 Minuten Länge gespielt, bis ein Sieger durch ein entscheidendes Tor gefunden wurde.

### Play-off-Qualifikation
| HIFK – TPS                     | HIFK – TPS | HIFK – TPS | HIFK – TPS |
| ------------------------------ | ---------- | ---------- | ---------- |
| 7. März                        | HIFK       | TPS        | 1-3        |
| 8. März                        | TPS        | HIFK       | 4-1        |
| TPS qualifiziert sich mit 2:0. |            |            |            |

| Ilves – Pelicans                    | Ilves – Pelicans | Ilves – Pelicans | Ilves – Pelicans |
| ----------------------------------- | ---------------- | ---------------- | ---------------- |
| 7. März                             | Ilves            | Pelicans         | 2-3              |
| 8. März                             | Pelicans         | Ilves            | 0-1 n. V.        |
| 10. März                            | Ilves            | Pelicans         | 2-3 n. V.        |
| Pelicans qualifiziert sich mit 2:1. |                  |                  |                  |

### Turnierbaum
|  | Viertelfinale   | Viertelfinale    |                  |                | Halbfinale       | Halbfinale |  |  | Finale   | Finale   |
|  |                 |                  |                  |                |                  |            |  |  |          |          |
|  | 13. – 23.3.2009 |                  |                  |                |                  |            |  |  |          |          |
|  | JYP             | 4                |                  |                |                  |            |  |  |          |          |
|  | JYP             | 4                | 26.3. – 3.4.2009 |                |                  |            |  |  |          |          |
|  | TPS             | 2                |                  |                |                  |            |  |  |          |          |
|  | TPS             | 2                | JYP              | 4              |                  |            |  |  |          |          |
|  |                 |                  | JYP              | 4              |                  |            |  |  |          |          |
|  |                 | KalPa            | 1                |                |                  |            |  |  |          |          |
|  | HPK             | KalPa            | 1                | 2              |                  |            |  |  |          |          |
|  | HPK             |                  |                  | 2              |                  |            |  |  |          |          |
|  | KalPa           | 4                |                  | 8. – 19.4.2009 | 8. – 19.4.2009   |            |  |  |          |          |
|  | 13. – 23.3.2009 | 13. – 23.3.2009  | JYP              | 4              |                  |            |  |  |          |          |
|  | 13. – 24.3.2009 | 13. – 24.3.2009  |                  | Kärpät         | 0                |            |  |  |          |          |
|  | Blues           | 4                |                  |                |                  |            |  |  |          |          |
|  | Pelicans        | 3                |                  |                |                  |            |  |  |          |          |
|  | Pelicans        | 3                | Blues            | 2              |                  |            |  |  |          |          |
|  |                 |                  | Blues            | 2              | Spiel um Platz 3 |            |  |  |          |          |
|  |                 | Kärpät           | 4                |                |                  |            |  |  |          |          |
|  | Jokerit         | Kärpät           | 4                | 1              | Blues            | 0          |  |  |          |          |
|  | Jokerit         | 26.3. – 4.4.2009 |                  | 1              | Blues            | 0          |  |  |          |          |
|  | Kärpät          | 4                |                  | KalPa          | 1                |            |  |  |          |          |
|  | Kärpät          | 4                |                  |                | 1                |            |  |  |          |          |
|  | 13. – 21.3.2009 | 13. – 21.3.2009  |                  |                |                  |            |  |  | 9.4.2009 | 9.4.2009 |

### Viertelfinale
| JYP – TPS                      | JYP – TPS | JYP – TPS | JYP – TPS |
| ------------------------------ | --------- | --------- | --------- |
| 13. März                       | JYP       | TPS       | 1-3       |
| 14. März                       | TPS       | JYP       | 1-2 n. V. |
| 17. März                       | JYP       | TPS       | 3-2       |
| 19. März                       | TPS       | JYP       | 2-1 n. V. |
| 21. März                       | JYP       | TPS       | 3-1       |
| 23. März                       | TPS       | JYP       | 2-4       |
| JYP gewinnt die Runde mit 4:2. |           |           |           |

| HPK – KalPa                      | HPK – KalPa | HPK – KalPa | HPK – KalPa |
| -------------------------------- | ----------- | ----------- | ----------- |
| 13. März                         | HPK         | KalPa       | 0-3         |
| 14. März                         | KalPa       | HPK         | 1-3         |
| 17. März                         | HPK         | KalPa       | 0-4         |
| 19. März                         | KalPa       | HPK         | 2-1 n. V.   |
| 21. März                         | HPK         | KalPa       | 2-1         |
| 23. März                         | KalPa       | HPK         | 3-2 n. V.   |
| KalPa gewinnt die Runde mit 4:2. |             |             |             |

| Blues – Pelicans                 | Blues – Pelicans | Blues – Pelicans | Blues – Pelicans |
| -------------------------------- | ---------------- | ---------------- | ---------------- |
| 13. März                         | Blues            | Pelicans         | 0-1              |
| 14. März                         | Pelicans         | Blues            | 3-4              |
| 17. März                         | Blues            | Pelicans         | 2-3              |
| 19. März                         | Pelicans         | Blues            | 3-4              |
| 21. März                         | Blues            | Pelicans         | 1-2 n. V.        |
| 23. März                         | Pelicans         | Blues            | 2-7              |
| 24. März                         | Blues            | Pelicans         | 8-2              |
| Blues gewinnt die Runde mit 4:3. |                  |                  |                  |

| Jokerit – Kärpät                  | Jokerit – Kärpät | Jokerit – Kärpät | Jokerit – Kärpät |
| --------------------------------- | ---------------- | ---------------- | ---------------- |
| 13. März                          | Jokerit          | Kärpät           | 1-4              |
| 14. März                          | Kärpät           | Jokerit          | 3-2 n. V.        |
| 17. März                          | Jokerit          | Kärpät           | 4-1              |
| 19. März                          | Kärpät           | Jokerit          | 6-1              |
| 21. März                          | Jokerit          | Kärpät           | 2-3 n. V.        |
| Kärpät gewinnt die Runde mit 4:1. |                  |                  |                  |

### Halbfinale
| JYP – KalPa                    | JYP – KalPa | JYP – KalPa | JYP – KalPa |
| ------------------------------ | ----------- | ----------- | ----------- |
| 26. März                       | JYP         | KalPa       | 3-0         |
| 28. März                       | KalPa       | JYP         | 1-4         |
| 30. März                       | JYP         | KalPa       | 1-2         |
| 1. April                       | KalPa       | JYP         | 1-2         |
| 3. April                       | JYP         | KalPa       | 4-1         |
| JYP gewinnt die Runde mit 4:1. |             |             |             |

| Blues – Kärpät                    | Blues – Kärpät | Blues – Kärpät | Blues – Kärpät |
| --------------------------------- | -------------- | -------------- | -------------- |
| 26. März                          | Blues          | Kärpät         | 3-2 n. V.      |
| 28. März                          | Kärpät         | Blues          | 3-2            |
| 30. März                          | Blues          | Kärpät         | 2-3 n. V.      |
| 1. April                          | Kärpät         | Blues          | 1-4            |
| 3. April                          | Blues          | Kärpät         | 5-7            |
| 4. April                          | Kärpät         | Blues          | 4-3 n. V.      |
| Kärpät gewinnt die Runde mit 4:2. |                |                |                |

### Dritter Platz
| Blues – KalPa         | Blues – KalPa | Blues – KalPa | Blues – KalPa |
| --------------------- | ------------- | ------------- | ------------- |
| 9. April              | Blues         | KalPa         | 1-2           |
| KalPa gewinnt Bronze. |               |               |               |

### Finale
| JYP – Kärpät                                                 | JYP – Kärpät | JYP – Kärpät | JYP – Kärpät |
| ------------------------------------------------------------ | ------------ | ------------ | ------------ |
| 8. April                                                     | JYP          | Kärpät       | 2-1 n. V.    |
| 10. April                                                    | Kärpät       | JYP          | 0-1          |
| 12. April                                                    | JYP          | Kärpät       | 2-1          |
| 14. April                                                    | Kärpät       | JYP          | 2-5          |
| JYP gewinnt die Meisterschaft mit 4:0. Kärpät erhält Silber. |              |              |              |

### Finnischer Meister
| Finnischer Meister JYP Jyväskylä | Torhüter: Pekka Tuokkola, Sinuhe Wallinheimo Verteidiger: Henrik Forsberg, Antti Jaatinen, Kalle Kaijomaa, Kalle Koskinen, Jarno Lippojoki, Olli Malmivaara, Ville Mäntymaa, Esa Saksinen, Ilkka Vaarasuo, Jyrki Välivaara, Mikko Viitanen Angreifer: Mikko Hakkarainen, Juha-Pekka Hytönen, Jarkko Immonen, Jari Jääskeläinen, Kaarlo Jormakka, Pekka Jormakka, Miika Lahti, Heikki Laine, Tuomo Laukkanen, Ossi Louhivaara, Harri Pesonen, Tuomas Pihlman, Markus Poukkula, Filip Riska, Olli Sipiläinen, Jani Tuppurainen, Tuomas Vänttinen, Jouni Virpiö, Antti Virtanen Cheftrainer: Risto Dufva |

## Auszeichnungen
| Auszeichnung                    | Gewinner                          | Team    |
| ------------------------------- | --------------------------------- | ------- |
| Aarne-Honkavaara-Trophäe        | Jussi Makkonen                    | HPK     |
| Aaro-Kivilinna-Gedenk-Trophäe   |                                   | Blues   |
| Harry Lindbladin muistopalkinto |                                   | JYP     |
| Jari-Kurri-Trophäe              | Sinuhe Wallinheimo Pekka Tuokkola | JYP     |
| Jarmo Wasaman muistopalkinto    | Teemu Hartikainen                 | KalPa   |
| Juha-Rantasila-Trophäe          | Markus Seikola                    | Ilves   |
| Kalevi-Numminen-Trophäe         | Risto Dufva                       | JYP     |
| Kanada-malja                    |                                   | JYP     |
| Lasse-Oksanen-Trophäe           | Juuso Riksman                     | Jokerit |
| Matti-Keinonen-Trophäe          | Olli Malmivaara                   | JYP     |
| Pekka-Rautakallio-Trophäe       | Markus Seikola                    | Ilves   |
| Pentti-Isotalo-Trophäe          | Juha Suoraniemi                   | –       |
| Raimo-Kilpiö-Trophäe            | Sami Kapanen                      | KalPa   |
| Unto-Wiitala-Trophäe            | Jari Levonen                      | –       |
| Urpo-Ylönen-Trophäe             | Juuso Riksman                     | Jokerit |
| Veli-Pekka-Ketola-Trophäe       | Kim Hirschovits                   | HIFK    |

### All-Star-Team
| Tor          | Juuso Riksman (Jokerit) | Juuso Riksman (Jokerit) | Juuso Riksman (Jokerit) | Juuso Riksman (Jokerit) | Juuso Riksman (Jokerit)  | Juuso Riksman (Jokerit)  |
| Verteidigung | Markus Seikola (Ilves)  | Markus Seikola (Ilves)  | Markus Seikola (Ilves)  | Olli Malmivaara (JYP)   | Olli Malmivaara (JYP)    | Olli Malmivaara (JYP)    |
| Sturm        | Sami Kapanen (KalPa)    | Sami Kapanen (KalPa)    | Jarkko Immonen (JYP)    | Jarkko Immonen (JYP)    | Jonas Andersson (Kärpät) | Jonas Andersson (Kärpät) |